# Bräcke-Ragunda kontrakt
Bräcke-Ragunda kontrakt var ett kontrakt inom Härnösands stift av Svenska kyrkan.  Kontraktet upphörde 2018 och dess församlingar överfördes då till Södra Jämtland-Härjedalens kontrakt.
Kontraktskod var 1011.
Kontraktet omfattade församlingar i Bräcke och Ragunda kommuner. 

## Administrativ historik
Kontraktet bildades 2001 av
hela Ragunda kontrakt, som bildats 1932 genom en utbrytning ur Östersunds kontrakt, med 
- Bräcke församling som 2006 uppgick i Bräcke-Nyhems församling
- Nyhems församling som 2006 uppgick i Bräcke-Nyhems församling
- Ragunda församling
- Hällesjö församling som 2002 uppgick i Hällesjö-Håsjö församling
- Håsjö församling som 2002 uppgick i Hällesjö-Håsjö församling
- Fors församling
- Stuguns församling
- Borgvattnets församling

del av Östersunds kontrakt med
- Revsunds församling som 2010 uppgick i Revsund, Sundsjö, Bodsjö församling
- Bodsjö församling som 2010 uppgick i Revsund, Sundsjö, Bodsjö församling
- Sundsjö församling som 2010 uppgick i Revsund, Sundsjö, Bodsjö församling